# 山の根踏切

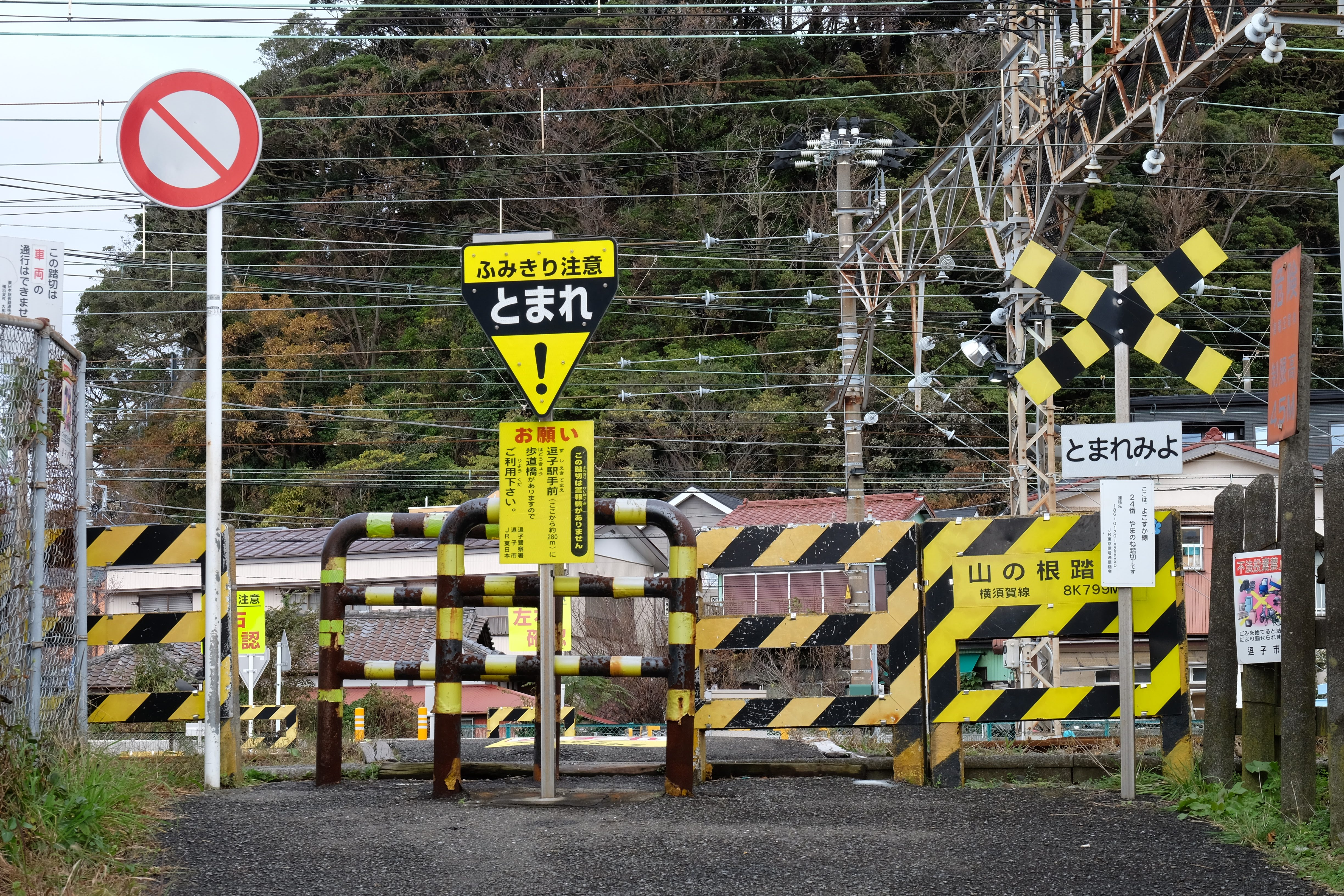
山の根踏切

山の根踏切（やまのねふみきり）は、神奈川県逗子市逗子二丁目の東日本旅客鉄道（JR東日本）横須賀線逗子駅 - 東逗子駅間にあった踏切。
逗子駅から500メートルほど東に位置していた。横断距離が35.5メートルと長く、車両の入れ替え線を含めて9本の線路が通っているものの、警報機や遮断器が付けられていない、いわゆる「第4種踏切」に分類される歩行者専用の踏切である。

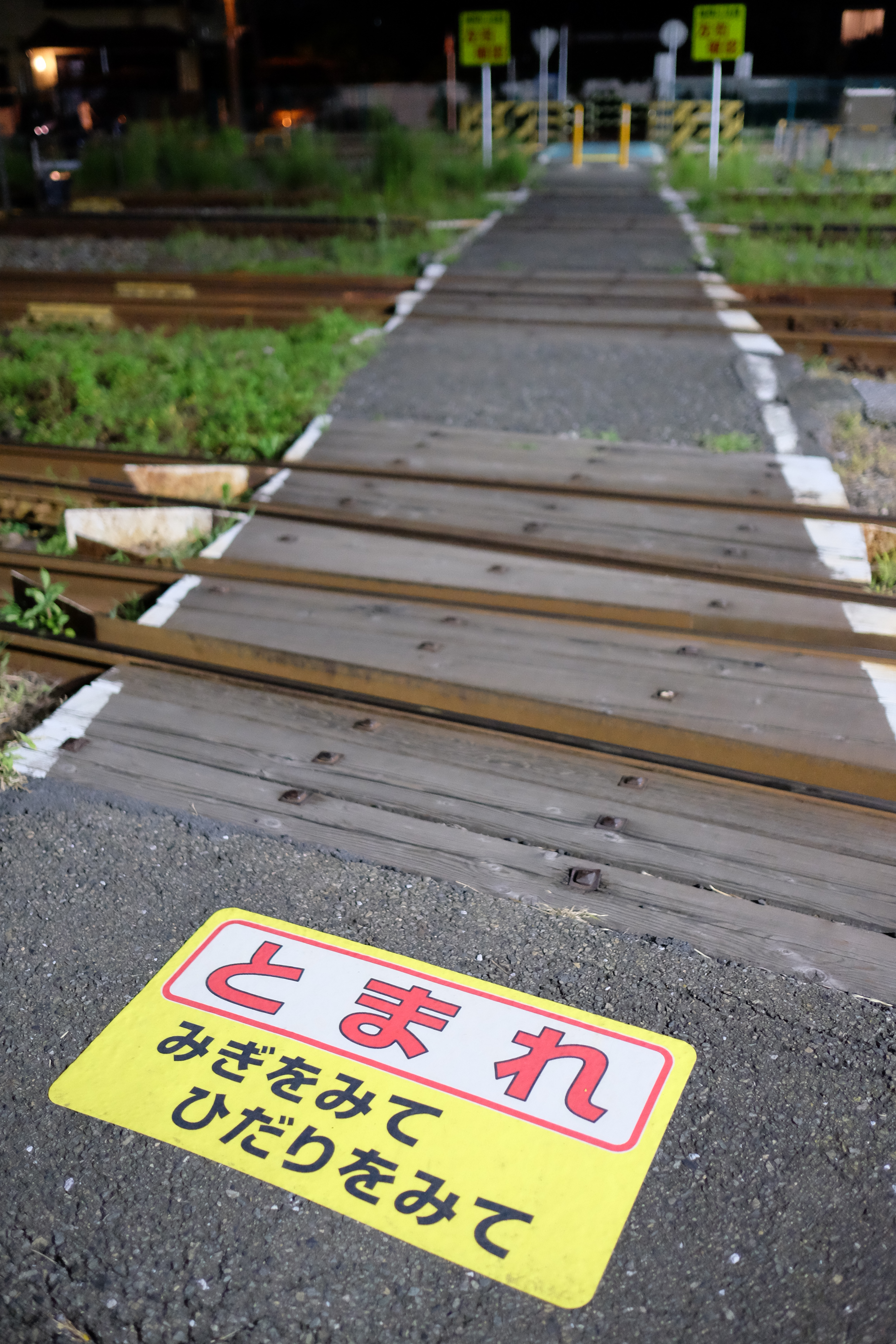
山の根踏切を通る9本の線路

なお、第4種踏切は2017年3月末時点でJRだけでも1516個あり、国土交通省運輸安全委員会は廃止などを求めているが、それを実行するためには鉄道事業者や道路の管理者、地域住民などの間で合意形成をしなければならない。また、同踏切を通る列車はJR東日本のマニュアルに従い、小さな警笛を鳴らすことになっていた。

## 歴史

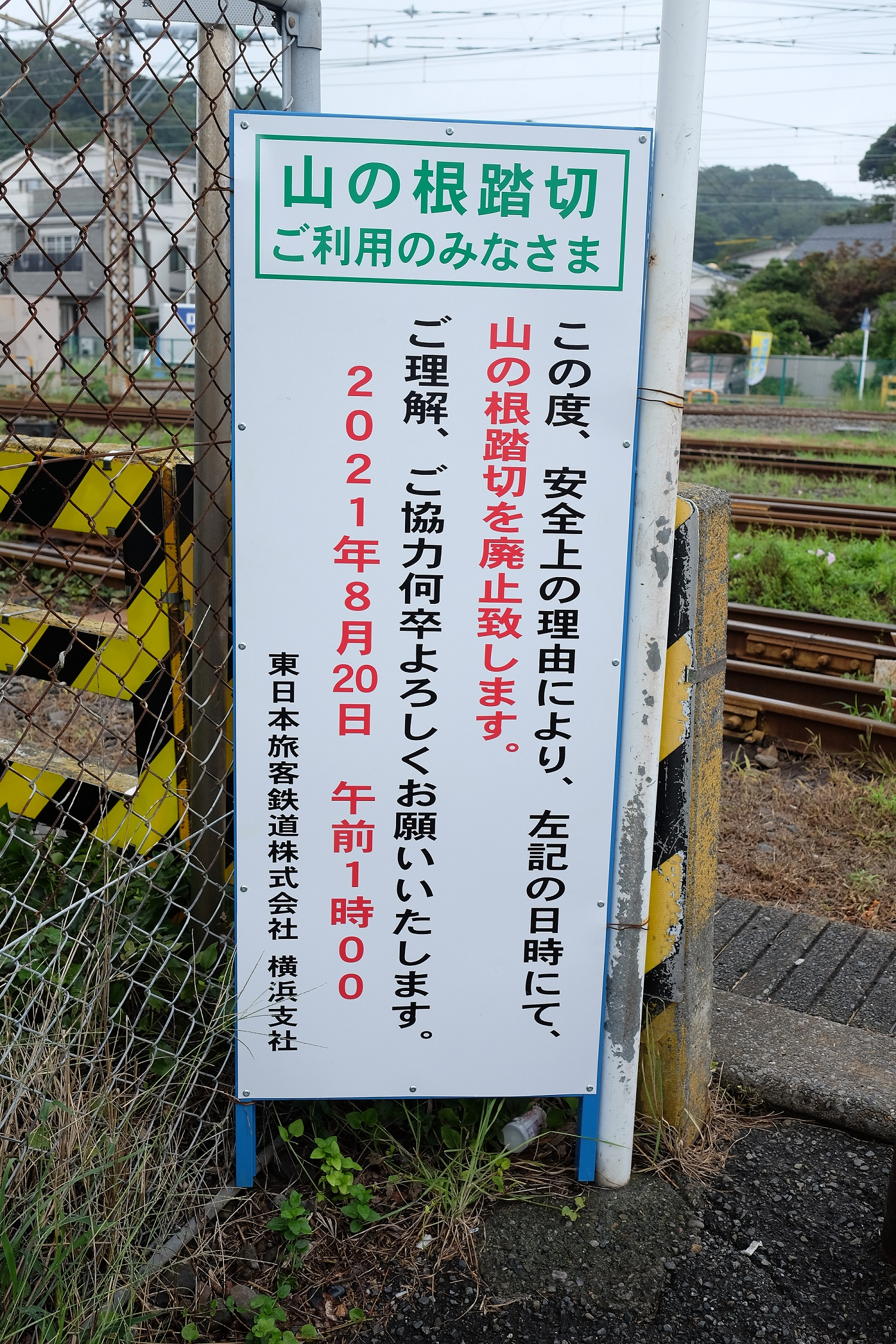
山の根踏切の廃止を告知する看板

設置時期は不明だが、JR東日本横浜支社によれば、1949年の旧国鉄発足前から既に設置されていた可能性があったという。
2019年3月21日に92歳の男性が普通列車にはねられて死亡する事故が発生し、同年6月2日にはテレビ番組『ビートたけしのTVタックル』でも同踏切の問題が取り上げられた。
2021年8月20日午前1時をもって廃止された。廃止後は迂回して300メートル先の金沢新道踏切や歩道橋を利用しなければならない。

## 事故
JRによれば、1987年以降に同踏切では死亡事故が3件発生している。この節ではその内、3件目の事故について記述する。2019年3月21日17時47分ごろ、92歳の男性が、踏切の入口付近で安全確認して事故が起きる約30秒前に踏切を渡り始めていたが、電車が来るまでに渡り切れず、踏切を3分の2ほど渡った辺りで11両編成の普通列車に撥ねられて死亡するという事故が発生した。この列車は、久里浜駅発上総一ノ宮駅行きの上り普通列車で、逗子駅構内を速度約53キロメートル毎時で走行していた。この事故の影響で横須賀線は一時運転を見合わせ、上下線の合わせて13本が区間運休した。そのうちの4本は約2時間遅れ、約2800人が影響を受けた。また、事故を起こした車両の運転士はJR東日本のマニュアルの通り小さな警笛である「ファ～ン」という音は鳴らしたものの、人がいることに気付いていなかったため、非常時の大きな警笛である「ファン、ファン、ファ～ン」という音は鳴らしていなかった。この事故の調査では、留置車両によって本線を見通すことができない範囲が多くなるという踏切の構造や、踏切進入時の安全確認だけでは35.5メートルにも及ぶ踏切を安全に渡り終えることが不可能であることがその要因とされたが、歩行者が死亡した影響で、詳細な状況を洗い出すことが困難であったとしている。この事故を受けて、JR東日本横浜支社は山の根踏切を廃止する方針を発表した。

## 廃止に向けて
2019年に歩行者の死亡事故が起きたことで（詳しくは事故の節を参照）メディアなどに取り上げられるようになった。この事故を受け、JR東日本は「今も危険な状態は続いている。全ての通行者の命を守るためにやむを得ない判断」として同踏切を廃止する方針を示しているが、周辺住民は「災害時、山側へ避難する通路にもなる」「迂回が難しくて存続を求めているのに迂回先の改良は代替案にならない」としてその存続を強く要望している。2021年5月までに計4回意見交換をしており、また、2021年7月11日にJRによる「山の根踏切廃止説明会」が開かれた。この意見交換で出た提案を参考にJRは警報機・遮断機などの設備や待機場所の設置、踏切を移設などを検討したが、スペースが取れず安全性の確保が困難である事、踏切を新設することは自社や国の方針に逆行してしまう事を踏まえ、いずれも断念した。同踏切を調査した運輸安全委員会も用地不足という問題がある為、踏切の安全設備の設置は「著しく困難」という見解を示している。廃止後は金沢新道踏切を使わなければならないが、歩道幅が狭い、遮断時間が長いなどの問題点があることから、JRは神奈川県や逗子市と道路拡幅などの改善を検討している。

## 地域での必要性

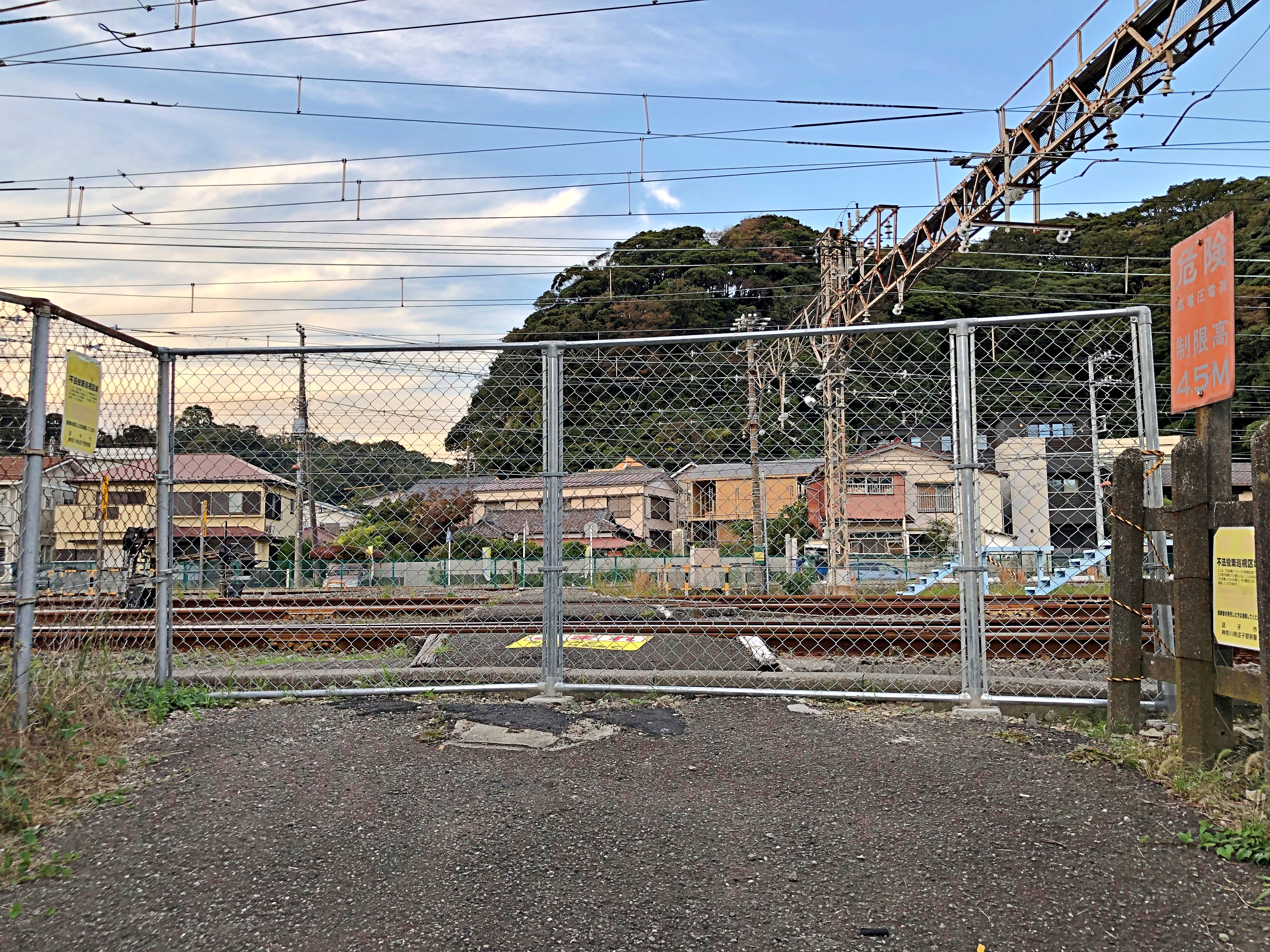
廃止後の踏切跡地。フェンスで塞がれ通行できない(2021/9/20)

山の根踏切の危険性は古くから指摘されてきたものの、廃止には近隣住民からの反対もあった。その理由として、踏切を渡らずに逗子駅周辺に向かうためには、300メートルほど離れた地点にある歩道橋か、歩道橋の下にある金沢新道踏切を渡る必要性が生じていたことがある。JR東日本の横浜支社は、山の根踏切廃止とともに、迂回先となる金沢新道踏切の遮断時間を短縮したり、歩道の幅を2メートルにする案なども提示してはいたものの、そもそも迂回自体が困難であることや、災害時に山側に避難するための通路として山の根踏切を使っていたことを理由とした近隣住民からの反発もあった。

## その他

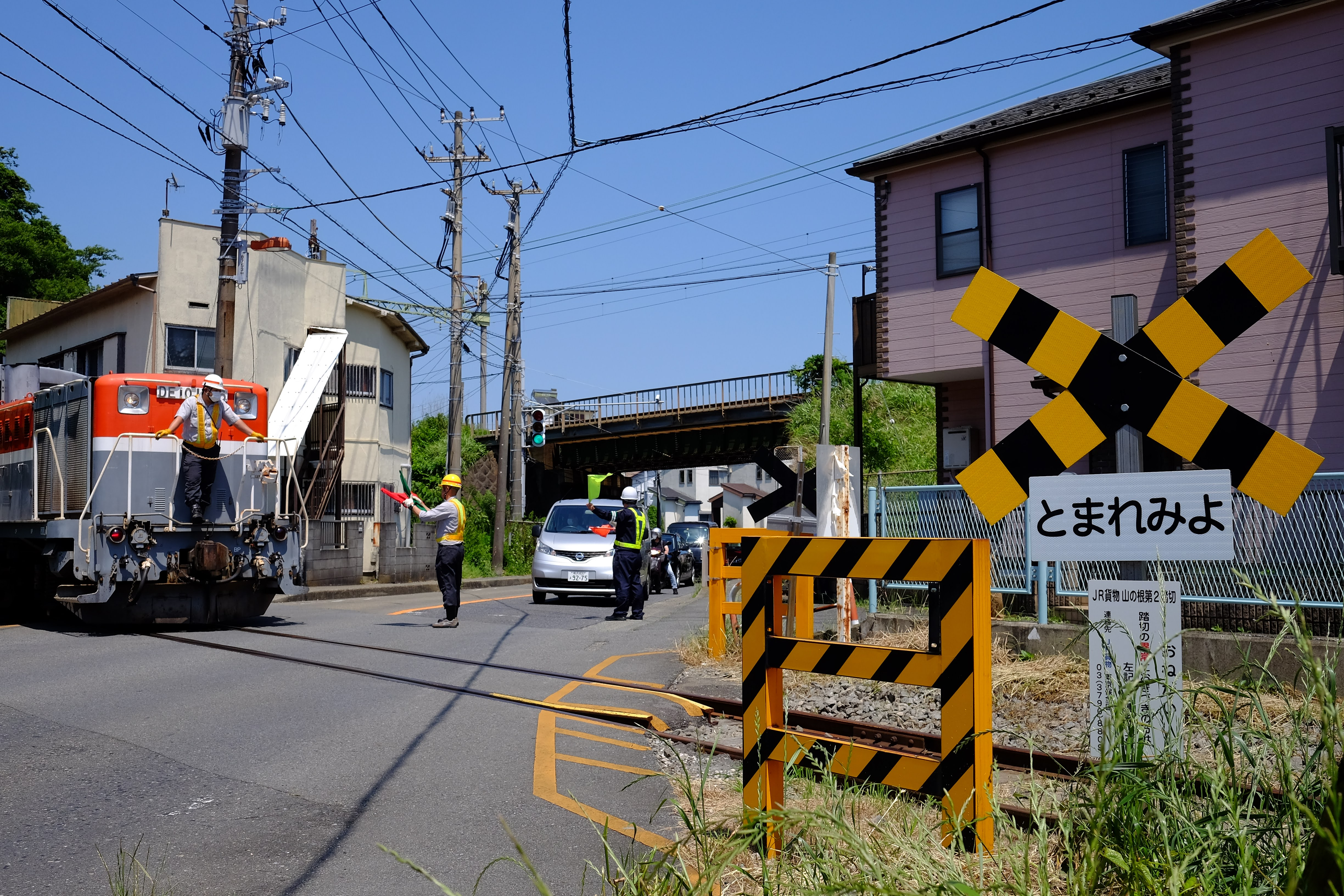
JR貨物 山の根第二踏切

JR貨物・総合車両製作所が保有する踏切は「JR貨物 山の根第二踏切」である。新たに落成された車両を牽引する機関車のデッキに誘導員が立ち、前方の安全確認を行う。踏切の封鎖も誘導員が行いながら、列車は低速で踏切を通過する。